# Onthophagus impunctatus
Onthophagus impunctatus är en skalbaggsart som beskrevs av D'orbigny 1904. Onthophagus impunctatus ingår i släktet Onthophagus och familjen bladhorningar. Inga underarter finns listade i Catalogue of Life.